# Södra Vings IF
Södra Vings IF är en idrottsförening i Hökerum, bildad 1931.
Södra Vings Idrottsförening, belägen i Hökerum, är en aktiv förening som välkomnar både stödjande och aktiva medlemmar. De erbjuder möjligheten att delta i olika sportaktiviteter och har faciliteter som Slottsvallen för seniorlagens hemmamatcher och ungdomslag som spelar 11-manna matcher. Stationshuset, som tidigare var ett gammalt stationshus, fungerar nu som klubbhus med kansli, möteslokal och omklädningsrum. För de yngre spelarna finns Stationsvallen, en 7-mannaplan belägen i Hökerums centrum. Södra Ving-Hallen, byggd år 2000 i samarbete med HIBF, HLTK och kommunen, är hemmaplan för innebandylag, och Skyttevallen används som träningsplan för 11 mannalag.
Föreningens huvudsakliga aktiva idrotter är fotboll och innebandy. Tidigare har man även ägnat sig åt bandy, skidor, bordtennis och badminton.
Fotbollslagen spelar sina hemmamatcher på Slottsvallen i Hökerum. 